# Parc national Ben Lomond
Pour les articles homonymes, voir Ben Lomond (homonymie).
Le parc national Ben Lomond est un parc national australien, en Tasmanie, à 50 km à l'est de Launceston.
Il doit son nom au mont Ben Lomond qui est le deuxième point le plus haut de Tasmanie et qui offre l'un des rares domaines skiables de l'État.

## Station de ski
La première station de ski de Tasmanie se trouve dans le parc national Ben Lomond, à 1573 mètres d'altitude, elle est ouverte de début juillet à fin septembre.